# Marc Fernández Usón
Marc Fernández Usón (el Masnou, Catalunya, 23 de juliol de 1987) és un jugador català de bàsquet retirat que ocupava la posició d'aler. És fill de Juan Ramón Fernández i nebot d'Enric Margall, també jugadors professionals del bàsquet. Marc Fernández es va formar a les categories inferiors del Masnou i del Futbol Club Barcelona. Va debutar a l'ACB amb el Menorca Bàsquet el 17 d'octubre de 2007 contra del Grupo Capitol Valladolid. Després de completar 3 temporades a Menorca a l'ACB (2007-2008 i 2008-2009) i a la LEB Or (2009-2010) va signar pel Power Electronics València per completar la línia exterior al costat de Rafa Martínez, Víctor Claver i Jeremy Richardson. Va ser internacional juvenil i Sub-20 amb la Selecció de bàsquet d'Espanya. Va aconseguir la medalla d'or al Campionat Europeu de Bàsquet Sub-18 de 2004 disputat a Saragossa (Espanya) i la de plata en el Sub-20 de 2007 celebrat en Nova Gorica (Eslovènia).

## Clubs
- FC Barcelona 2001-2005
  - FC Barcelona B Cadet 2001-2002
  - FC Barcelona A Cadet 2002-2003
  - FC Barcelona Junior 2003-2005
- WTC Cornellà (LEB-2): 2005-2007
- FC Barcelona (ACB): 2006-2007
- ViveMenorca (ACB i LEB Or): 2007-2010
- Power Electronics València (ACB): 2010-2011
- Club Bàsquet Girona (LEB Or): 2010-2011

## Internacional
- Selecció d'Espanya Junior
- Selecció d'Espanya sub-20

## Palmarès
- 2003/04: Campió d'Espanya júnior amb el FC Barcelona.
- 2004: Medalla d'Or en l'Europeu Júnior de Saragossa.
- 2007: Medalla de Plata en l'Europeu Sub-20 de Nova Gorica.
- 2009/10: Subcampió de la Copa Príncep amb el ViveMenorca.